# Aadavari Matalaku Ardhalu Verule
Aadavari Matalaku Ardhalu Verule – indyjski komediodramat miłosny z 2007 roku w reżyserii Selvaraghavana (7/G Rainbow Colony). Film nawiązuje w telugu do Dilwale Dulhania Le Jayenge, historii pozyskiwania serca rodziny ukochanej w czas przygotowań do jej ślubu z innym. Dodano pewne zmiany zwiększające dramatyzm sytuacji (śmierć ojca, narzeczony ukochanej przyjacielem bohatera), ale zasadniczo to podobna historia z Hajdarabadem firm komputerowych i służbową podróżą do Australii w tle (zamiast Londynu i wędrowania bohaterów po Szwajcarii z DDLJ). Remake filmu w tamilskim nosi tytuł Yaaradi Nee Mohini.
Połowa filmu rozgrywa się w Hajdarabadzie, a połowa w tradycyjnym hinduskim domu, w wielopokoleniowej rodzinie, na wsi. W filmie w jednej ze scen pokazano hinduskie święto Dasara, a także obrzęd hinduskiego pogrzebu i ślubu.

## Fabuła
Ganesh (Venkatesh Daggubati) cieszy się sławą nieudacznika. Od lat nie może znaleźć pracy i żyje na koszt swojego ojca, nauczyciela (Srinivasa Rao Kota). Coraz bardziej rozgniewany na świat, coraz mniej wierzący w siebie. Aż do dnia, gdy spotyka Keerthi (Trisha Krishnon). Zakochany odzyskuje wiarę w siebie i zdobywa pracę w tej samej firmie, co ona. Wspólna podróż służbowa do Australii umacnia go w uczuciach, lecz gdy Ganesh decyduje się je w końcu wyznać, okazuje się, że Keerthi wkrótce wychodzi za mąż. Ojciec widząc rozpacz Ganesha próbuje Keerthi przekonać do syna i podczas tej rozmowy zostaje przez nią upokorzony. Umiera na zawał. Zrozpaczony Ganesh nie ma po co żyć, więc jego przyjaciel Vasu (Srikanth) w trosce o jego życie zabiera go ze sobą do wioski na swój ślub. Narzeczoną Vasu okazuje się być Keerthi.

## Obsada
- Venkatesh – Ganesh
- Trisha Krishnan – Keerthi
- Srikanth – Vasu
- Srinivasa Rao Kota – ojciec Ganesha
- K. Vishwanath – dziadek
- Suneel – Srinu
- Mumait Khan
- Meghna Naidu